# بارا
ولاية بارا ولاية برازيلية تقع في وسط شمال البرازيل، ويحدها سورينامي و أمابا من الشمال ومن الشرق الشمالي المحيط الأطلسي وولاية مارانهاو من الشرق و توكانتينز في الجنوب الشرقي و ماتو غروسو من الجنوب، ولاية الأمازون من الغرب وولاية رورايما وغيانا في الشمال الشرقي وعاصمة الولاية مدينة بيليم. وهي منطقة حارة رطبة متخلفة، أهم حاصلاتها: المطاط، و الخشب الصلب، و البندق البرازيلي، والنباتات الطبية.
أهم المدن في الولاية (بيليم، مارابا سانتاريم، كاستانيال وريدينساو)

## توأمة
لبارا اتفاقيات توأمة مع:
- تشيبا

## أعلام
- برونو سوزوكي
- باولو رودريغوس دا سيلفا
- جوزيه ألبوكيرك
- روجيريو مورايس فيريرا
- رايموندو نونوتو ليما ريبيرو